# Jan van Beers (poeta)

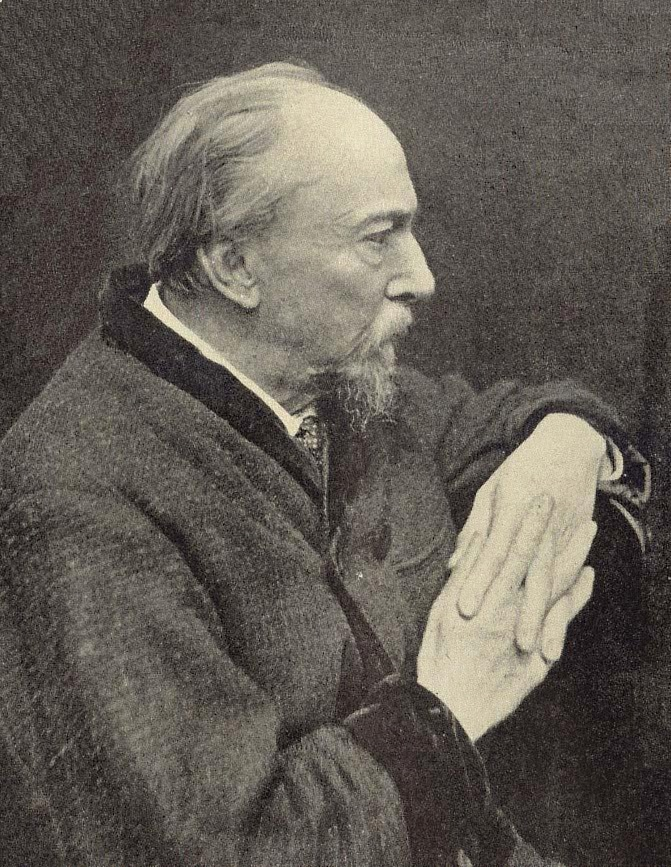
Jan Van Beers, 1887

Jan Van Beers (ur. 22 lutego 1821 w Antwerpii, zm. 14 listopada 1888 tamże) – poeta flamandzki, ojciec malarza Jana van Beers (1852–1927).
Urodził się w Belgii, ale jego twórczość w języku holenderskim była bardziej popularna w Holandii.
Jego pierwszą pracą było nauczanie języka holenderskiego w Mechelen, potem w Lier, a w roku 1860 został profesorem wyższej uczelni Athenaeum w Antwerpii. Zaangażował się w flamandzkim ruchu narodowym. W roku 1852 napisał podręcznik języka holenderskiego. 
Równocześnie zajął się tworzeniem poezji w języku holenderskim, w tym poematu historycznego Jakob Van Maerlant (1860) oraz ballad i pieśni, jak Jongelingsdroomen (Sny młodzieńca).
W późniejszych latach ukazał się luksusowo wydany zbiór jego poezji, ilustrowany przez jego syna, malarza o tym samym imieniu Jana van Beers. W ostatnich latach życia stworzył poematy De Blinde (Ślepa), De Zieke Jongeling (Młody skazaniec) i Bij 't Kerkportaal (Przy kruchcie). Wiersze van Beersa wyróżniały się ekspresją i patosem.